# Монте Сан Ђусто
Монте Сан Ђусто (итал. Monte San Giusto) насеље је у Италији у округу Мачерата, региону Марке.
Према процени из 2011. у насељу је живело 6213 становника. Насеље се налази на надморској висини од 224 м.

## Становништво
| 1931. | 1936. | 1951. | 1961. | 1971. | 1981. | 1991. | 2001. | 2011. |
| ----- | ----- | ----- | ----- | ----- | ----- | ----- | ----- | ----- |
| 3.538 | 3.671 | 3.976 | 4.842 | 6.475 | 7.117 | 7.049 | 7.324 | 8.071 |